# Gert Aspelin
Gert Edward Christian Aspelin, född 24 oktober 1944 i Göteborg, död 10 oktober 2018 i Kivik, Södra Mellby distrikt, var en svensk målare och grafiker.
Gert Aspelin var son till filosofen Gunnar Aspelin och Dagmar Scherstén samt bror till litteratursociologen Kurt Aspelin; konstnären Karl Aspelin var hans farfar. 
Gert Aspelin utbildade sig på Skånska målarskolan 1961, Målarskolan Forum i Malmö 1962 samt på grafiska linjen på Kungliga konsthögskolan i Stockholm för Philip von Schantz 1964–1969.
Han debuterade 1962 på Skånes konstförenings höstsalong och hade sin första separatutställning En reseberättelse 1966 på Galleri Karlsson i Stockholm och 1974 ställde han ut separat på Malmö museum. Aspelin var lärare på bland annat Konstfackskolan i Stockholm.
Han gifte sig 1964 med Birgitta Kjellqvist. Paret fick två barn.
Gert Aspelin är representerad på bland annat Ystads konstmuseum, Göteborgs konstmuseum, Kalmar Konstmuseum, Norrköpings konstmuseum, Moderna Museet, Länsmuseet Gävleborg, Postmuseum, Örebro läns museum  och British Museum.
Gert Aspelin är begravd på Södra Mellby kyrkogård.

## Offentliga verk
- Textil applikation tillsammans med Birgitta Aspelin, Stora tingssalen i Halmstads tingsrätt 1978 [15]
- Simrishamns sjukhus 1984
- Målning i trapphuset i Boverket i Karlskrona 1989–1990
- Simrishamns bibliotek 1990
- Väggmålning i Medicinhistoriska museet, Stockholm i tidigare Eugeniahemmet i Solna, 1995